# Championnats d'Afrique juniors d'athlétisme 2009
Navigation
Édition précédente Édition suivante
Les 9es Championnats d'Afrique juniors d'athlétisme se sont déroulés du 30 juillet au 2 août 2009 à Bambous sur l’Ile Maurice.

## Résultats

### Hommes
| Épreuve | Or                                                                     | Or               | Argent                                                                  | Argent         | Bronze                                                                       | Bronze         |
| --- | ---------------------------------------------------------------------- | ---------------- | ----------------------------------------------------------------------- | -------------- | ---------------------------------------------------------------------------- | -------------- |
| 100 m (Vent: +0,7 m/s) | Abdehadi Bouchakour Algérie                                            | 10 s 75          | Nathaniel Oletu Nigeria                                                 | 10 s 86        | Waide Jooste Afrique du Sud                                                  | 10 s 94        |
| 200 m (Vent: −7,3 m/s) | Youssouf Mhadjou Comores                                               | 22 s 47          | Ayobani Oyebiyi Nigeria                                                 | 22 s 58        | Adeola Efunsile Nigeria                                                      | 22 s 66        |
| 400 m | Pako Seribe Botswana                                                   | 46 s 56          | Aboila Onakoya Nigeria                                                  | 47 s 16        | Thapelo Ketlogetswe Botswana                                                 | 47 s 43        |
| 800 m | Mohamed Aman Geleto Éthiopie                                           | 1 min 48 s 82    | Nickson Tuwei Kenya                                                     | 1 min 48 s 91  | David Mutua Kenya                                                            | 1 min 49 s 82  |
| 1 500 m | James Magut Kenya                                                      | 3 min 37 s 05 CR | Nickson Chepseba Kenya                                                  | 3 min 37 s 63  | Dawit Wolde Arega Éthiopie                                                   | 3 min 41 s 24  |
| 5 000 m | Abera Kuma Lema Éthiopie                                               | 13 min 42 s 53   | John Mwangangi Kenya                                                    | 13 min 42 s 88 | Kennedy Kithuka Kenya                                                        | 13 min 43 s 94 |
| 10 000 m | Lelisa Desisa Benti Éthiopie                                           | 28 min 46 s 74   | John Cheruiyot Kenya                                                    | 28 min 47 s 89 | Peter Kimeli Kenya                                                           | 28 min 53 s 64 |
| 110 m haies (99,0 cm) (Vent: −3,5 m/s) | Cornel Fredericks Afrique du Sud                                       | 14 s 36          | Martins Ogieriakhi Nigeria                                              | 14 s 42        | Hardus Maritz Namibie                                                        | 14 s 73        |
| 400 m haies | Cornel Fredericks Afrique du Sud                                       | 50 s 05 CR       | Amadou Ndiaye Sénégal                                                   | 52 s 44        | Hardus Maritz Namibie                                                        | 52 s 61        |
| 3000 m steeple | Jonathan Muia Ndiku Kenya                                              | 8 min 28 s 83    | Stephen Kiprotich Kenya                                                 | 8 min 35 s 97  | Legesse Lemesso Lemesso Éthiopie                                             | 8 min 39 s 53  |
| 4 × 100 m | Nigeria Ayobani Oyebiyi Abiola Onakoya Adeola Efunsile Nathaniel Oletu | 41 s 17          | Afrique du Sud Waide Jootse Brent Stevens Patrick Vosloo Ethan Floris   | 41 s 33        | Maurice Baptiste Brasse Aldo Lutchmun Garik Maureemootoo …                   | 42 s 08        |
| 4 × 400 m | Nigeria Okeudo Jonathan Mmaju Elvis Ukale Peter Njoteah Abiola Onakoya | 3 min 13 s 50    | Afrique du Sud Shaun de Jager Cornel Fredericks Peter Marx Neil de Beer | 3 min 13 s 95  | Botswana Otlaadisa Segosebe Daniel Lagamang Pako Seribe Thapelo Ketlogwetswe | 3 min 15 s 08  |
| Saut en hauteur | Mohamed Abou Taleb Égypte                                              | 2,09 m           | Ruan Claasen Afrique du Sud                                             | 2,09 m         | Jose Labiche Seychelles                                                      | 2,02 m         |
| Saut à la perche | Cheyne Rahme Afrique du Sud                                            | 5,30 m CR        | Mohamed Bouhadjer Algérie                                               | 4,35 m         | Yannick Clam Maurice                                                         | 3,95 m         |
| Saut en longueur | Alaeddin Ben Hassine Tunisie                                           | 7,67 m (w)       | Ali Bouguesba Algérie                                                   | 7,52 m         | Luvo Manyonga Afrique du Sud                                                 | 7,49 m         |
| Triple saut | Ali Bouguesba Algérie                                                  | 16,16 m (w)      | Newton Kipngeno Kenya                                                   | 15,62 m PB     | Apelele Raskeni Afrique du Sud                                               | 15,53 m (w)    |
| Lancer du poids (6 kg) | Stephan Brink Afrique du Sud                                           | 17,90 m          | Abddouahat Laggoun Algérie                                              | 16,38 m        | Victor Akinyemi Nigeria                                                      | 15,03 m        |
| Lancer du disque (1,750 kg) | Dewald van Heerden Afrique du Sud                                      | 58,91 m          | Christophe Sophie Maurice                                               | 46,02 m        | Abdouahat Laggoiun Algérie                                                   | 43,14 m        |
| Lancer du marteau (6 kg) | Alaa Elaslry Égypte                                                    | 75,59 m CR       | Jonathan Martin Maurice                                                 | 42,81 m        | Ian Caree Maurice                                                            | 31,64 m        |
| Lancer du javelot | Ulrich Damon Afrique du Sud                                            | 73,51 m          | Strydom van der Wath Namibie                                            | 67,69 m        | John Phalatswe Botswana                                                      | 60,46 m        |
| Décathlon (junior) | Gert Swanepoel Afrique du Sud                                          | 6400 pts PB NR   | Willem le Roux Afrique du Sud                                           | 6359 pts PB    | Eslam Shaaban Égypte                                                         | 6030 pts       |
| Records et Performances - AR : Record continental (area record) - CR : Record des championnats (championship record) - MR : Record du meeting (meet record) - NR : Record national (national record) - OR : Record olympique (olympic record) - PR : Record paralympique (paralympic record) - PB : Record personnel (personal best) - SB : Meilleure performance personnelle de la saison (season's best) - WL : Meilleure performance mondiale de l'année (world leader) - WJR : Record du monde junior (world junior record) - WR : Record du monde (world record) Circonstances et Conditions - DNF : N'a pas terminé (did not finish) - DNS : N'a pas pris le départ (did not start) - DQ : Disqualification (disqualification) - NM : Aucun essai valable enregistré (No Mark) - Q : Qualifié « directement » au prochain tour (ou à la prochaine compétition), lors d'une compétition majeure, grâce au classement ou à la réalisation des minima (automatic qualifier) - q : Qualifié au prochain tour (ou à la prochaine compétition), lors d'une compétition majeure, grâce au repêchage ou à la réalisation de l'une des meilleures performances parmi celles des « non qualifiés directement » (grâce au meilleur temps ou à la meilleure distance par exemple) (secondary qualifier) |                                                                        |                  |                                                                         |                |                                                                              |                |

### Femmes
| Épreuve | Or                                                                                  | Or                        | Argent                                                                                             | Argent           | Bronze                                                                           | Bronze           |
| --- | ----------------------------------------------------------------------------------- | ------------------------- | -------------------------------------------------------------------------------------------------- | ---------------- | -------------------------------------------------------------------------------- | ---------------- |
| 100 m (Vent: −2,4 m/s) | Josephine Omaka Nigeria                                                             | 11 s 78                   | Alyssa Conley Afrique du Sud                                                                       | 12 s 17          | Stephanie Guillaume Maurice                                                      | 12 s 23          |
| 200 m (Vent: −2,4 m/s) | Amaka Ogoegbunam Nigeria                                                            | 25 s 37                   | Alyssa Conley Afrique du Sud                                                                       | 25 s 55          | Stephanie Guillaume Maurice                                                      | 25 s 63          |
| 400 m | Folashade Abugan Nigeria                                                            | 52 s 02 CR                | Racheal Nachula Zambie                                                                             | 53 s 34          | Sylvie Zimbere Cameroun                                                          | 54 s 03 PB       |
| 800 m | Caster Semenya Afrique du Sud                                                       | 1 min 56 s 72 NR CR PB WL | Winny Chebet Kenya                                                                                 | 2 min 01 s 36 PB | Abeba Aregawi Éthiopie                                                           | 2 min 02 s 17 NR |
| 1 500 m | Caster Semenya Afrique du Sud                                                       | 4 min 08 s 01 PB CR       | Kalkidan Gezagne Befrkad Éthiopie                                                                  | 4 min 09 s 36    | Fancy Cherotich Kenya                                                            | 4 min 17 s 38    |
| 3 000 m | Mercy Cherono Kenya                                                                 | 8 min 54 s 96             | Etenesh Diro Neda Éthiopie                                                                         | 9 min 09 s 22    | Tsaga Gela Reta Éthiopie                                                         | 9 min 25 s 31    |
| 5 000 m | Genzebe Dibaba Éthiopie                                                             | 16 min 11 s 85            | Mercy Cherono Kenya                                                                                | 16 min 12 s 65   | Sule Utura Gedo Éthiopie                                                         | 16 min 13 s 09   |
| 100 m haies (Vent: −1,1 m/s) | Amaka Ogoegbunam Nigeria                                                            | 14 s 28                   | Silvia Panguana Mozambique                                                                         | 15 s 95          | Lawretta Ozoh Nigeria                                                            | 16 s 21          |
| 400 m haies | Amaka Ogoegbunam Nigeria                                                            | 58 s 45 CR                | Bimbo Miel Ayedou Bénin                                                                            | 1 min 00 s 09    | Betty Chelangat Kenya                                                            | 1 min 01 s 30    |
| 3000 m steeple | Elizabeth Mueni Kenya                                                               | 9 min 58 s 55             | Almaz Ayona Eba Éthiopie                                                                           | 10 min 03 s 75   | Tsehynesh Tsale Tsenga Éthiopie                                                  | 10 min 09 s 00   |
| 4 × 100 m | Maurice Joanelle Janvier Elodie Pierrelouis Stephanie Guillaume Emilie Tambanivoule | 48 s 04                   | Cameroun Giesele Tchoupou Tchoupa Marie Rodrigue Ngono Zibi Sylvie Zimbere Blandin Loise Tsouga Eb | 48 s 58          | Afrique du Sud Melissa Hewitt Caster Semenya Rorisang Rammonye Alyssa Conley     | 48 s 73          |
| 4 × 400 m | Nigeria Amaka Ogoegbunam Charity Adegoke Chidinma Ogbonna Folashade Abugan          | -                         | Kenya Sheila Chepkirui Fancy Cherotich Winny Chebet Betty Chelangat                                | -                | Maurice Edlette Espiegle Stephanie Guillaume Emile Tambanivoule Dorothy Aristide | -                |
| Saut en hauteur | Lissa Labiche Seychelles                                                            | 1,69 m                    | Wedian Mokhtar Égypte                                                                              | 1,55 m           | Emilie Tambanivole Maurice                                                       | 1,40 m           |
| Saut en longueur | Sangone Kandji Sénégal                                                              | 5,82 m (w)                | Janet Boniface Seychelles                                                                          | 5,78 m (w)       | Ibrahim Blessing Nigeria                                                         | 5,75 m           |
| Triple saut | Ibrahim Blessing Nigeria                                                            | 12,89 m (w)               | Janet Boniface Seychelles                                                                          | 12,12 m (w)      | Ambre de Falbaire Maurice                                                        | 12,00 m          |
| Lancer du poids | Walaa Attia Égypte                                                                  | 14,47 m                   | Sihem Marrakechi Tunisie                                                                           | 13,97 m          | Zouina Bouzebra Algérie                                                          | 12,84 m          |
| Lancer du disque | Lindie Liebenberg Afrique du Sud                                                    | 43,24 m                   | Estelle Louis Maurice                                                                              | 34,93 m          | Aurelie Thesee Maurice                                                           | 31,04 m          |
| Lancer du marteau | Rana Taha Égypte                                                                    | 57,53 m CR                | Zouina Bouzebra Algérie                                                                            | 54,47 m          | Najet Ben Chiha Tunisie                                                          | 47,92 m          |
| Lancer du javelot | Tazmin Brits Afrique du Sud                                                         | 54,55 m                   | Gazelle Bernard Afrique du Sud                                                                     | 49,54 m          | Jessika Rosun Maurice                                                            | 44,42 m          |
| Heptathlon | Jenna Rima Maurice                                                                  | 4336 pts                  | Wedian Mokhtar Égypte                                                                              | 3933 pts         | Marine Boulle Maurice                                                            | 3811 pts         |
| Records et Performances - AR : Record continental (area record) - CR : Record des championnats (championship record) - MR : Record du meeting (meet record) - NR : Record national (national record) - OR : Record olympique (olympic record) - PR : Record paralympique (paralympic record) - PB : Record personnel (personal best) - SB : Meilleure performance personnelle de la saison (season's best) - WL : Meilleure performance mondiale de l'année (world leader) - WJR : Record du monde junior (world junior record) - WR : Record du monde (world record) Circonstances et Conditions - DNF : N'a pas terminé (did not finish) - DNS : N'a pas pris le départ (did not start) - DQ : Disqualification (disqualification) - NM : Aucun essai valable enregistré (No Mark) - Q : Qualifié « directement » au prochain tour (ou à la prochaine compétition), lors d'une compétition majeure, grâce au classement ou à la réalisation des minima (automatic qualifier) - q : Qualifié au prochain tour (ou à la prochaine compétition), lors d'une compétition majeure, grâce au repêchage ou à la réalisation de l'une des meilleures performances parmi celles des « non qualifiés directement » (grâce au meilleur temps ou à la meilleure distance par exemple) (secondary qualifier) |                                                                                     |                           | |                  |                                                                                  |                  |

## Tableau des médailles
| Rang | Nation         | Or | Argent | Bronze | Total |
| ---- | -------------- | -- | ------ | ------ | ----- |
| 1    | Afrique du Sud | 11 | 7      | 4      | 22    |
| 2    | Nigeria        | 9  | 4      | 4      | 17    |
| 3    | Kenya          | 4  | 9      | 5      | 18    |
| 4    | Éthiopie       | 4  | 3      | 6      | 13    |
| 5    | Égypte         | 4  | 2      | 1      | 7     |
| 6    | Algérie        | 2  | 4      | 2      | 8     |
| 7    | Maurice        | 2  | 3      | 11     | 16    |
| 8    | Seychelles     | 1  | 2      | 1      | 4     |
| 9    | Tunisie        | 1  | 1      | 1      | 3     |
| 10   | Sénégal        | 1  | 1      | 0      | 2     |
| 11   | Botswana       | 1  | 0      | 3      | 4     |
| 12   | Comores        | 1  | 0      | 0      | 1     |
| 13   | Namibie        | 0  | 1      | 2      | 3     |
| 14   | Cameroun       | 0  | 1      | 1      | 2     |
| 15   | Bénin          | 0  | 1      | 0      | 1     |
| 15   | Mozambique     | 0  | 1      | 0      | 0     |
| 15   | Zambie         | 0  | 1      | 0      | 0     |
| 17   | Total          | 41 | 41     | 41     | 123   |